# 徐之蛟
徐之蛟（1583年—？年），字霖卿，號大朋，山東萊州府掖縣人，明朝官員。

## 生平
己酉山東鄉試第六名舉人，萬曆三十八年（1610年）庚戌科會試五十九名，第三甲第一百四名進士。吏部觀政，授直隸大名府內黃縣知縣，在任內去世。

## 家族
曾祖徐澤，衡府典膳；祖徐守忠，省祭官；父徐振，庠生；母王氏；前母單氏。慈侍下。兄之龍（儒士）；夢奎（庠生）；夢軫（庠生）；夢庚（庠生）；之鯤（庠生）；夢泰；夢斗（監生）；夢星（把總）；夢震；夢麟，弟夢好（庠生）；夢參；微泰；微熙；夢璞；夢雄；徵嘉；之蝀。子慶初；汝完；克昌。